# Nervilia renschiana
Nervilia renschiana är en orkidéart som först beskrevs av Heinrich Gustav Reichenbach, och fick sitt nu gällande namn av Rudolf Schlechter. Nervilia renschiana ingår i släktet Nervilia och familjen orkidéer. Inga underarter finns listade i Catalogue of Life.